# Abbiamo tutti i suoi problemi
Abbiamo tutti i suoi problemi è il secondo album in studio del gruppo sperimentale Picchio dal Pozzo.

## Descrizione
L'album riprende le atmosfere del precedente Picchio dal Pozzo arricchendo la presenza dei testi, i quali si ispirano all'ironia di Frank Zappa.
Il disco vede vari cambi di formazione: Paolo Griguolo al flauto e alla chitarra, Aldo Di Marco alla batteria, al vibrafono e all'organo e Roberto Romani al sassofono, al flauto e al clarinetto.

## Tracce
1. I Problemi di Ferdinando P. (Abbiamo Tutti I Suoi Problemi)
2. La Sgargianza - Parte I
3. La Sgargianza - Parte II
4. La Sgarzianza - Parte III e IV
5. Mettiamo Il Caso Che... (Seconda Parte)
6. Moderno Ballabile (Richiesta Con Dedica)
7. Strativari

## Formazione
- Aldo De Scalzi - voce, sassofono, organo, chitarra, piano
- Andrea Beccari - basso, flauto, percussioni
- Paolo Griguolo - flauto, chitarra
- Aldo Di Marco - batteria, vibrafono, organo
- Roberto Romani - sassofono, flauto, clarinetto
- Roberto Bologna - tecnico del suono